# Rainer Wendl
Rainer Wendl (* 7. März 1964 in München) ist ein deutscher Jurist. Er ist seit dem 5. September 2011 Richter am Bundesfinanzhof. Seit dem 1. September 2023 ist er Vorsitzender Richter.

## Leben und Wirken
Wendl trat nach Abschluss seiner juristischen Ausbildung im April 1992 in den höheren Dienst der bayerischen Finanzverwaltung ein. Von 1992 bis 1998 war er als juristischer Sachbearbeiter in der Rechtsabteilung des Bayerischen Staatsministeriums der Finanzen u. a. in den Bereichen Wirtschafts-, Arbeits- und Sozialrecht sowie Strafrecht tätig. Anschließend war er bis 2002 Sachgebietsleiter an einem Finanzamt. 2002 wechselte er als Richter an das Finanzgericht München.
Das Präsidium des Bundesfinanzhofs wies Wendl dem für die Besteuerung von Einzelgewerbetreibenden, Investitionszulagen und Kindergeld zuständigen III. Senat zu. Mit der Ernennung zum Vorsitzenden Richter am 1. September 2023 übertrug ihm das Präsidium den Vorsitz des III. Senats.